# Dick Fosbury
Richard 'Dick' Douglas Fosbury (Portland, 6 de Março de 1947 – 12 de março de 2023) foi um atleta americano que revolucionou o salto em altura criando uma técnica de saltar de costas, atualmente conhecida como Salto Fosbury.

## Biografia
Dick Fosbury experimentou pela primeira vez esta nova técnica aos dezesseis anos, enquanto fazia o ensino médio em Medford. Ele não gostava do estilo predominante até então, o "método straddle," e começou a saltar com o ultrapassado "salto tesoura".
Depois de se formar na Medford High School em 1965, ele se inscreveu na Universidade do Estado do Oregon em Corvallis. Fosbury venceu em 1968 o campeonato da NCAA usando sua nova técnica, assim como as seletivas olímpicas.
Nos Jogos Olímpicos de 1968 na Cidade do México, ele ganhou a medalha de ouro e estabeleceu um novo recorde olímpico ao saltar 2,24 m e mostrando o potencial de sua nova técnica. Apesar das reações da comunidade do Salto em altura terem sido céticas no início, o "Salto Fosbury" rapidamente se tornou popular.
Quatro anos depois, nas Olimpíadas de Munique 1972, 28 dos quarenta competidores utilizaram-se da técnica de Fosbury. Nos 1980, treze dos dezesseis finalistas olímpicos utilizaram esta técnica. Dos 36 medalhistas olímpicos no evento, de 1972 até 2000, 34 utilizaram o "Salto Fosbury". Hoje esta técnica é a mais popular.
Fosbury morreu em 12 de março de 2023, aos 76 anos, devido ao linfoma.